# Frankfurter Silberinschrift

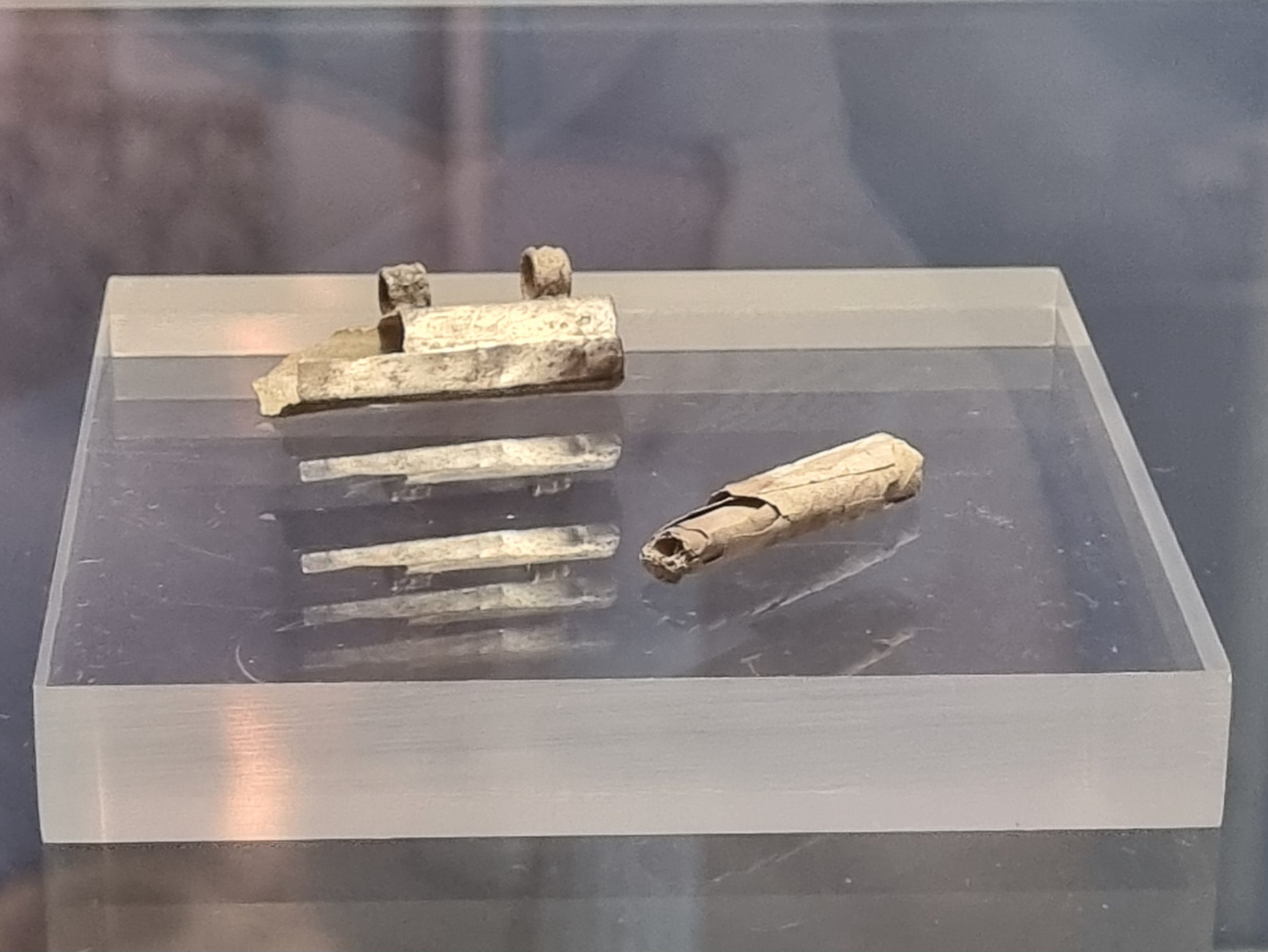
Silberamulett mit zwei Ösen und zusammengerollte Silberfolie mit der Frankfurter Silberinschrift (rechts) im Archäologischen Museum Frankfurt

Die Frankfurter Silberinschrift ist eine 18-zeilige lateinische Gravur auf einer Silberfolie, die sich in einem Schutzamulett aus der Mitte des 3. Jahrhunderts n. Chr. befand und wegen ihres Bezugs auf Jesus Christus das älteste bisher bekannte Zeugnis des Christentums nördlich der Alpen darstellt. Das Amulett wurde im Jahr 2018 bei archäologischen Untersuchungen auf einem Gräberfeld am Rand der früheren römischen Stadt Nida im Nordwesten von Frankfurt am Main in Hessen gefunden.

## Fundstelle

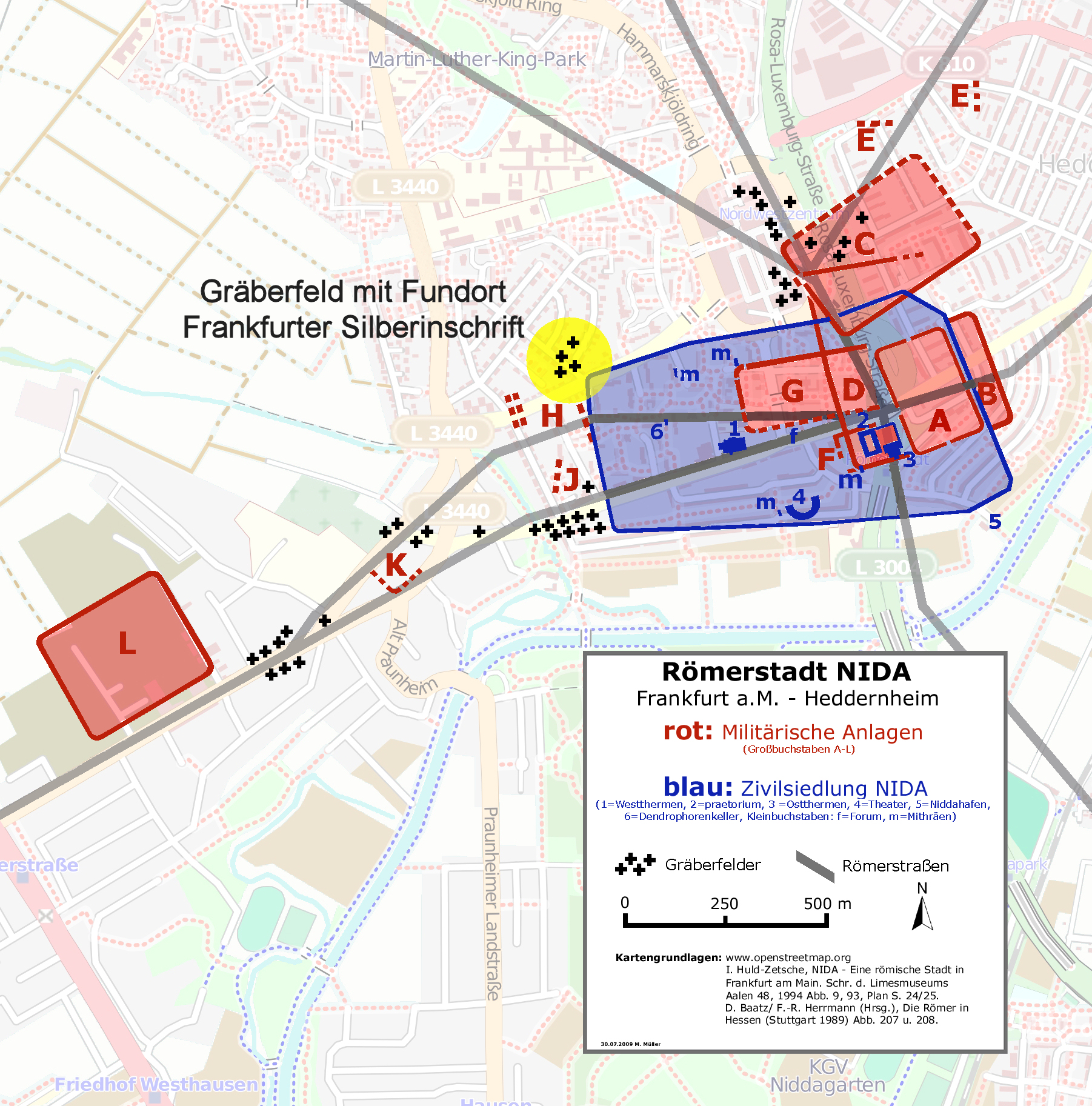
Lageplan der einstigen Römerstadt Nida mit dem Fundort der Frankfurter Silberinschrift auf dem Gräberfeld im gelben Kreis

Bei Ausgrabungen auf einer Fläche von 500 m² vor dem Bau eines Wohnhauses im Frankfurter Stadtteil Praunheim stießen Archäologen in den Jahren 2017 und 2018 auf 127 Bestattungen, davon 113 Körpergräber und 14 Brandgräber. Sie gehörten zu einem seit dem 19. Jahrhundert bekannten römischen Bestattungsplatz, der als Gräberfeld „Heilmannstraße“ bezeichnet wird. Die Fundstelle lag hinter der nordwestlichen Ecke der Stadtmauer der früheren Römerstadt Nida. Die etwa 50 Hektar große Stadt bestand von der Mitte des 1. bis Mitte des 3. Jahrhunderts, also bis zur Aufgabe des Obergermanisch-Raetischen Limes, und war Verwaltungssitz der Civitas Taunensium.

## Fundstück
In Grab 134 fand sich 2018 das Skelett eines Mannes, dessen Alter bei seinem Tod auf etwa 35 bis 45 Jahre geschätzt wurde. Vorgefundene Nägel wiesen darauf hin, dass er in einem Sarg beigesetzt wurde. Unterhalb seines Kinns lag ein 35 mm langes und neun mm breites silbernes Amulett in Form einer Kapsel, das der Verstorbene vermutlich mit einem Band um den Hals getragen hatte. Dabei handelte es sich um ein magisches Amulett, ein Phylakterion, das den Träger wahrscheinlich vor Krankheit oder anderen Widrigkeiten schützen sollte. Im Amulett befand sich eine 91 Millimeter lange Silberfolie, die gerollt, gefaltet und geknickt war. Die Bestattung wurde anhand zweier Grabbeigaben, eines Räucherkelchs und eines Tonkrugs, in die Zeit zwischen 230 und 270 n. Chr. datiert. An den sterblichen Resten des Amulettträgers wurde eine Isotopenuntersuchung vorgenommen, um Aufschlüsse über seine geographische Herkunft zu erlangen. Als der Fund 2024 bekannt gegeben wurde, lagen die Ergebnisse noch nicht vor. Der  Althistoriker Hartmut Leppin von der Universität Frankfurt am Main nimmt an, dass der Verstorbene in der Region verankert und nicht auf der Durchreise war. Dafür spreche die bewusste Platzierung des Amuletts durch die Angehörigen. Andererseits sei auch möglich, dass der Verstorbene das Amulett geschenkt bekam und er kein Christ war.
Bei der Fundrestaurierung im Archäologischen Museum Frankfurt wurden Amulett und Silberfolie voneinander getrennt. Dabei wurde durch Röntgenaufnahmen im Jahr 2020 festgestellt, dass auf der Folie eine Inschrift vorhanden war. Da die sehr dünne Folie durch die lange Lagerung im Boden spröde geworden war und sich nicht entrollen ließ, wurde sie 2024 im Leibniz-Zentrum für Archäologie in Mainz mittels Computertomografie durchleuchtet. Anhand der dabei gewonnenen Daten wurde ein 3D-Modell der Folie erstellt, so dass sich ihre 18 Zeilen umfassende Gravur „digital entrollen“ und auf diese Weise lesbar machen ließ. Der Provinzialrömische Archäologe Markus Scholz von der Universität Frankfurt entzifferte und übersetzte die lateinische Inschrift, die mit folgenden Sätzen beginnt:
| [IN NOMI?]ṆẸ SANCTI TITI AGIOS AGIOS AGIOS [IN] NOMINE IH XP DEI F(ILII) | Im Namen des Heiligen Titus Heilig, heilig, heilig Im Namen Jesu Christi, Gottes Sohn |

Im weiteren Text wird Jesus Christus mehrfach erwähnt. So auch in den letzten sechs Zeilen, in denen auf den Brief des Paulus an die Philipper (Phil 2,10) Bezug genommen wird.
Das Fundstück wurde der Öffentlichkeit erstmals im Dezember 2024 bei einer Pressekonferenz in Frankfurt am Main präsentiert. Kurz danach wurde es in die Dauerausstellung des Archäologischen Museums Frankfurt aufgenommen. In den ersten vier Ausstellungswochen erfuhr das Museum eine spürbare Steigerung der Besucherzahlen.

## Bedeutung
Foto der Frankfurter Silberinschrift

Link zum Bild

Umzeichnung der Frankfurter Silberinschrift

Link zum Bild

Der Fund aus der Mitte des 3. Jahrhunderts n. Chr. bietet Einblicke in die frühe Verbreitung des Christentums auf dem Gebiet des heutigen Deutschlands. Die ersten sicheren Nachweise dafür, dass es hier Christengemeinden gegeben hat, waren bisher die Erwähnungen von Kölner und Trierer Bischöfen als Teilnehmer der Synode von Rom und des Konzils von Arles in den Jahren 313 und 314.
Laut dem Archäologen Markus Scholz verehrt der Text Jesus Christus als Herrn der Welt und zitiert den Christushymnus aus dem Brief des Paulus an die Philipper 2,10–11  in lateinischer Übersetzung. Es sei der älteste authentische christliche Text nördlich der Alpen. Einmalig an der Inschrift ist nach der Einschätzung von Scholz, dass sie nur lateinisch und nicht griechisch geschrieben ist. Zu dieser Zeit wurde die christliche Literatur in der Regel auf Griechisch geschrieben, während sich Latein in diesem Bereich erst Jahrzehnte später verbreitete.
Besonders am Text sei auch, dass er rein christlichen und keinen polytheistischen Inhalt aufweise. Das einzige Vergleichsstück aus einem Gebiet rechts des Rheins stammt aus einem Kindergrab der Römertherme Badenweiler. Auf dieser Inschrift wurde neben dem christlich-jüdischen Gott auch ein germanischer Quellgott angerufen.
Eine weitere Besonderheit der Frankfurter Inschrift ist die Anrufung AGIOS AGIOS AGIOS, „Heilig, heilig, heilig“, der einzige griechische Teil der Inschrift. Wurden die Ursprünge dieser liturgischen Formel, des sogenannten Trishagion, bisher ins 4. Jahrhundert datiert, glaubt der Archäologe Markus Scholz nun, dass der Fund mit dem deutlich älteren Zeugnis für die formelhafte Verwendung des Sanctus zu einer Änderung der Liturgiegeschichtsschreibung führen könnte.
Für den Kirchengeschichtler Ulrich Volp von der Johannes Gutenberg-Universität Mainz zeige der Fund, dass sich trotz zeitweiliger Christenverfolgungen das Christentum im 3. Jahrhundert entlang der Handelswege im Römischen Reich verbreitet hatte.
Der Kirchenhistoriker Wolfram Kinzig von der Rheinischen Friedrich-Wilhelms-Universität Bonn hält die Inschrift für eines der ältesten Zeugnisse für die Verbreitung des Neuen Testaments im römischen Germanien.
Der  Judaist Peter Schäfer und der Kirchenhistoriker Christoph Markschies äußerten Zweifel an der Deutung der Frankfurter Silberinschrift. Obwohl sie noch nicht wissenschaftlich publiziert wurde und nur eine vorläufige Übersetzung des Textes vorliege, diene die Inschrift als Grundlage für Hypothesen. Die bisherigen Deutungen würden zu wenig berücksichtigen, dass die gefaltete Silberfolie im Amulett für seinen Träger kaum lesbar gewesen sei. Daher seien Spekulationen, wie der Amulettträger zum Christentum stand, schwierig.